# Amanita brunneolocularis
Amanita brunneolocularis (tên gọi thông thường: Mesoamerican Dark Volva Blusher) là một loài nấm thuộc chi Amanita trong họ Amanitaceae. Đây là một loài nấm ít phổ biến của chi này.

## Danh pháp khoa học
Amanita brunneolocularis được tìm thấy vào tháng 9 năm 2006 tại bang North Carolina, Hoa Kỳ. Khi mới được khám phá, nấm được xếp chung với loài cùng chi là Amanita rubescens. Tuy nhiên, sau một thời gian nghiên cứu, A. brunneolocularis đã được chứng minh là một loài mới riêng biệt và được đặt tên khoa học như ngày nay.